# Katolička Crkva u Švedskoj
Katolička Crkva u Švedskoj je kršćanska vjerska zajednica u Švedskoj u punom zajedništvu s papom, trenutno Lavom XIV.
Počeci katoličanstva sežu u Švedskoj još do 9. stoljeća kada dolazi do prvih pokrštavanja među kojima je bio i prvi švedski katolički kralj Olof Skötkonung. Tijekom Srednjeg vijeka zajedno s misionarima veliki broj inovacija dolazi u Švedsku. Katolički biskupi imali su i jak utjecaj i izvan vjerskog života. Neki su stanovali u vlastitim dvorcima a neki su imali i političke ambicije.
Kao posljedica reformacije u 16. stoljeću Švedska Crkva istupa iz zajedničke Katoličke Crkve i prekida odnose s Rimom. Dolazi do stvaranja luteranske Crkve na čijem čelu je bio Gustav Vasa. Katoličanstvo je zabranjeno dok su katolici protjerivani i kažnjavani smrtnom kaznom. Takva situacija je trajala do 1781. kada kralj Gustav III., ediktom dozvoljava toleranciju vjere i dozvoljava normalno djelovanje Katoličkoj Crkvi u Švedskoj.
Današnju Katoličku Crkvu u Švedskoj zastupa od 1953. Stockholmska dijeceza (šv. Stockholms katolska stift) koja pokriva oblast cijele Švedske. Broj članova je preko 100 000 (prosinac 2011.) i time je čini jednom od najbrojnijih Crkava u Švedskoj. Veliki broj katolika u Švedskoj su doseljenici.
Godine 1998. Katolička Crkva u Švedskoj dobila je biskupa Andersa Arboreliusa, prvog nakon vremena reformacije koji se rodio u Švedskoj. Katedrala dijeceze se nalazi na Södermalmu u Stockholmu. Broj katolika u Stockholmu iznosi oko 8 500 članova. Posljednjih godina povećao se broj osoba u Švedskoj koje konvertiraju na katoličanstvo.